# 阿尔冈昆语族
阿爾岡昆語族（英語：Algonquian languages）是美洲原住民語言的一支，是阿尔吉克语系下最主要的一个语族。使用者从北美洲东岸一直延伸到落基山脉。大約2,500到3,000年前，人們使用了該語族所有語言的祖語——原始阿爾岡昆語。對於使用該語言的地方，學術界還沒有達成共識。语族下不少语言处于濒危，有一些已经消亡。

## 外部連結
- Algonquian family words （页面存档备份，存于）
- Comparative Algonquian Swadesh vocabulary lists （页面存档备份，存于） (from Wiktionary's Swadesh-list appendix （页面存档备份，存于）)
- Composition of Geographical Names from the Algonkin Languages, by J. Hammond Trumbull - 古腾堡计划